# Catagramma quirina
Catagramma quirina är en fjärilsart som beskrevs av Hall 1917. Catagramma quirina ingår i släktet Catagramma och familjen praktfjärilar. Inga underarter finns listade i Catalogue of Life.